# خدني معاك (فلم)
خدني معاك هو فيلم مصري عرض عام 1966، بطولة أحمد رمزي وسميرة أحمد، ومن تأليف وإخراج عباس كامل.

## قصة الفيلم
يربط الحب بين البحار أحمد وجارته عزيزة غير أن أمها شويكار ترفض زواجهما لأنها تتهم أحمد بأنه تسبب في وفاة زوجها الغطاس عندما توقفت آلة تزويد الهواء عن العمل أثناء غطسه في الماء فيموت مخنوقًا، وفي نفس الوقت تريد أن تزوجها من جابر صاحب المقهى في الميناء.

## طاقم التمثيل
- أحمد رمزي: (أحمد)
- سميرة أحمد: (عزيزة)
- ماري منيب: (والدة عزيزة)
- حسين رياض
- توفيق الدقن: (جابر)
- خيرية أحمد
- عبد المنعم مدبولي
- مديحة كامل
- أحمد ثروت
- سهير مجدي: (الراقصة)

## فريق العمل
- إخراج: عباس كامل
- تأليف: عباس كامل
- مدير التصوير: إبراهيم عادل
- مونتاج: حسين عفيفي
- إنتاج: المتحدة للسينما (صبحي فرحات)
- توزيع داخلي: الشركة العامة لتوزيع وعرض الأفلام السينمائية
- توزيع خارجي: المتحدة للسينما (صبحي فرحات)

## أغنية الفيلم
خدني معاك
- غناء: سميرة أحمد
- تأليف: فتحي قورة
- تلحين: محمد الموجي

## روابط خارجية
- مقالات تستعمل روابط فنية بلا صلة مع ويكي بيانات